# Высокая (Кормянский район)
Высокая (бел. Высокае) — деревня в Ворновском сельсовете Кормянского района Гомельской области Беларуси.

## География

### Расположение
В 8 км на юг от Кормы, в 63 км от железнодорожной станции Рогачёв (на линии Могилёв — Жлобин), в 118 км от Гомеля.

### Гидрография
На реке Добрич (приток реки Сож); на востоке мелиоративные каналы, соединённые с рекой Добрич.

## Транспортная сеть
Рядом автодорога Корма — Чечерск. Планировка состоит из длинной меридиональной улицы, параллельно которой проходить меньшая по размерам улица, соединенная с главной 2 переулками. Застройка деревянная, двусторонняя, усадебного типа.

## История
Согласно письменным источникам известна с XIX века как деревня в Кормянской волости Рогачёвского уезда Могилёвской губернии. Согласно ревизии 1859 года во владении помещицы Ю. З. Казариновой. В 1929 году организован колхоз. Во время Великой Отечественной войны на фронтах и в партизанской борьбе погибли 62 жителей, в память о них в центре деревни в 1975 году установлен памятник. В 1962 году к деревне присоединён посёлок Красный. Центр колхоза «Рассвет». Располагались клуб, фельдшерско-акушерский пункт, детские ясли-сад, отделение связи.

## Население

### Численность
- 2004 год — 127 хозяйств, 347 жителей.

### Динамика
- 1959 год — 207 жителей (согласно переписи).
- 2004 год — 127 хозяйств, 347 жителей.